# Delhi Gate
Delhi Gate este un film de acțiune pakistanez de comedie romantică, a cărui lansare urmează a avea loc în cursul anului 2025. Filmul este regizat de Nadeem Cheema, după o poveste scrisă de M. Kamal Pasha. Filmul urmărește povestea a doi străini -  Aamir, un jurnalist aflat în impas, și Anya, o ingineră software care ascunde un secret - ale căror drumuri se intersectează la faimoasa Delhi Gate. Martori ai unui eveniment șocant, cei doi sunt atrași într-o conspirație periculoasă ce implică figuri influente și o rețea subterană misterioasă. Din distribuție fac parte: Jawed Sheikh, Shafqat Cheema, Roma Micheal, Khalid Butt, Yasser Khan și Suzain Fatima.

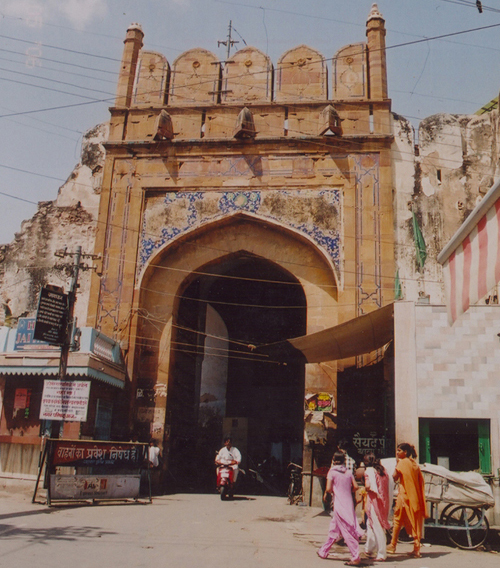
Poarta Delhi

## Distribuție
- Jawed Sheikh
- Shafqat Cheema
- Roma Mihail
- Khalid Butt
- Yasser Khan
- Suzain Fatima
- Javed Khan King

## Producție
Inițial, distribuția era formată din Saud, Rashid Mehmood și Umer Cheema, dar unii dintre membrii distribuției au fost ulterior înlocuiți. Filmul a fost realizat în orașul Lahore, primul după mult timp, deoarece majoritatea producției de filme se mutase din Karachi în Lahore.

## Lansare
Lansarea filmului a fost anunțată pentru 2020, dar din cauza pandemiei de COVID-19 a fost amânată. În 2022, Shamoon Abbasi a dezvăluit că filmul va fi lansat la mijlocul anului 2022. În 2024, producătorii au anunțat o lansare în 2025.